# Englische Cricket-Nationalmannschaft in Indien in der Saison 2020/21
Die Tour der englischen Cricket-Nationalmannschaft nach Indien in der Saison 2020/21 fand vom 5. Februar bis zum 28. März 2021 statt. Die internationale Cricket-Tour war Bestandteil der Internationalen Cricket-Saison 2020/21 und umfasste vier Tests, drei ODIs und fünf Twenty20s. Die Tests waren Teil der ICC World Test Championship 2019–2021 und die ODIs Teil der ICC Cricket World Cup Super League 2020–2023. Indien gewann die Test-Serie 3–1, die ODI-Serie 2–1 und die Twenty20-Serie 3–2.

## Vorgeschichte
Indien spielte zuvor eine Tour in Australien, England eine Tour in Sri Lanka. Das letzte Aufeinandertreffen der beiden Mannschaften bei einer Tour fand in der Saison 2018 in England statt.
Ursprünglich sollten die Limited-Overs-Spiele im September und Oktober 2020 stattfinden, wurden aber nachdem die ICC T20 World Cup 2020 um ein Jahr verschoben wurde mit der geplanten Test-Serie zusammengelegt. Ursprünglich waren fünf Tests und 3 Twenty20 geplant, jedoch wurde nach der Zusammenlegung entschieden im Hinblick auf die kommende Weltmeisterschaft einen test in zwei Twenty20 umzuwandeln.
In UK sicherte sich mit Channel 4 erstmals seit der Ashes Tour 2005 ein Free-TV die Live-Übertragungsrechte für Tests.

## Stadien
Die folgenden Stadien wurden für die Tour als Austragungsort vorgesehen und am 22. Oktober 2020 festgelegt.
| Stadion                    | Stadt     | Kapazität | Spiele                    |
| -------------------------- | --------- | --------- | ------------------------- |
| Sardar Patel Stadium       | Ahmedabad | 110.000   | 3. & 4. Test; 1. – 5. T20 |
| M. A. Chidambaram Stadium  | Chennai   | 46.000    | 1. & 2. Test              |
| Subrata Roy Sahara Stadium | Pune      | 42.000    | 1. – 3. ODI               |

## Kaderlisten
Indien benannte seinen Test-Kader am 19. Januar 2021.
England benannte seinen Test-Kader am 21. Januar 2021.
| Test | Test | ODI | ODI | Twenty20 | Twenty20 |
| Indien | England | Indien | England | Indien | England |
| --- | --- | --- | --- | --- | --- |
| - Virat Kohli (K) - Ajinkya Rahane (VK) - Mayank Agarwal - Ravichandran Ashwin - Jasprit Bumrah - Rahul Chahar - Shubman Gill - Shahbaz Nadeem - Hardik Pandya - Rishabh Pant (wk) - Axar Patel - Cheteshwar Pujara - KL Rahul - Wriddhiman Saha (wk) - Ishant Sharma - Rohit Sharma - Mohammed Siraj - Washington Sundar - Shardul Thakur - Kuldeep Yadav - Umesh Yadav | - Joe Root (K) - Jofra Archer - Moeen Ali - James Anderson - Jonny Bairstow - Dom Bess - Stuart Broad - Rory Burns - Jos Buttler (wk) - Zak Crawley - Ben Foakes (wk) - Dan Lawrence - Jack Leach - Ollie Pope - Dom Sibley - Ben Stokes - Olly Stone - Chris Woakes - Mark Wood | - Virat Kohli (K) - Rohit Sharma (VK) - Yuzvendra Chahal - Shikhar Dhawan - Shubman Gill - Shreyas Iyer - Prasidh Krishna - Bhuvneshwar Kumar - T. Natarajan - Hardik Pandya - Krunal Pandya - Rishabh Pant (wk) - KL Rahul (wk) - Mohammed Siraj - Washington Sundar - Shardul Thakur - Kuldeep Yadav - Suryakumar Yadav | - Eoin Morgan (K) - Moeen Ali - Jonny Bairstow - Sam Billings - Jos Buttler (wk) - Sam Curran - Tom Curran - Liam Livingstone - Dawid Malan - Matthew Parkinson - Adil Rashid - Jason Roy - Ben Stokes - Reece Topley - Mark Wood | - Virat Kohli (K) - Rohit Sharma (VK) - Yuzvendra Chahal - Deepak Chahar - Rahul Chahar - Varun Chakravarthy - Shikhar Dhawan - Shreyas Iyer - Ishan Kishan (wk) - Bhuvneshwar Kumar - T. Natarajan - Hardik Pandya - Rishabh Pant (wk) - Axar Patel - KL Rahul - Navdeep Saini - Washington Sundar - Rahul Tewatia - Shardul Thakur - Suryakumar Yadav | - Eoin Morgan (K) - Moeen Ali - Jofra Archer - Jonny Bairstow (wk) - Sam Billings - Jos Buttler (wk) - Sam Curran - Tom Curran - Chris Jordan - Liam Livingstone - Dawid Malan - Adil Rashid - Jason Roy - Ben Stokes - Reece Topley - Mark Wood |

## Tests

### Erster Test in Chennai
| 5. – 9. Februar Scorecard | Chennai | England 578 (190.1) & 178 (46.3) | – | Indien 337 (95.5) & 192 (58.1) |
|                           |         | England gewinnt mit 227 Runs     |   |                                |

England gewann den Münzwurf und entschied sich als Schlagmannschaft zu beginnen. Von den englischen Eröffnungs-Schlagmänner schied Rory Burns mit 33 Runs als erstes aus. Dom Sibley konnte sich etablieren und als Kapitän Joe Root ins Spiel kam, konnten sie den verbliebenen Tag dominieren. Die 200-Run-Partnership endete im letzten Innings des Tages, als Sibley nach 87 Runs sein Wicket verlor und England einen Stand von 263/3 erreicht hatte. Am zweiten Tag wurde Root zunächst von Ben Stokes begleitet, der 82 Runs erzielte, gefolgt von Ollie Pope mit 34 Runs. Kurz darauf schied Root mit 218 Runs aus 377 Bällen aus. Jos Butler konnte 30 Runs erzielen und Dom Bess, zusammen mit Jack Leach beendeten den Tag für England beim Stand von 555/8. Am dritten Tag schied Bess nach 34 Runs aus und die verbliebenen Batsman konnten keinen großen Anteil mehr leisten als England nach 578 Runs sein letztes Wicket verlor. Beste Bowler für Indien waren Jasprit Bumrah mit 3 Wickets für 84 Runs und Ravichandran Ashwin mit 3 Wickets für 146 Runs. Indien hatte zu Beginn ihres Innings Schwierigkeiten. Ein früher Verlust eines Wickets brachte Cheteshwar Pujara in Spiel, der 73 Runs erzielte. Es waren Rishabh Pant und Washington Sundar, die Indien im Spiel hielten. Pant erzielte 91 Runs und wurde durch Ravichandran Ashwin ersetzt. Ashwin und Sundar beendeten den Tag beim Stand von 257/6 für Indien. Am vierten Tag verlor Ashwin nach 31 Runs sein Wicket und die verbliebenen Batsmen konnten Sundar, der 85* Runs erzielte, nicht mehr bedeutend unterstützen. Bester Bowler für England war Dom Bess mit 4 Wickets für 76 Runs. Damit hatte Indien einen Rückstand von 241 Runs und England entschied sich gegen das Follow-on. Dies brachte England wieder zum Schlag, die zahlreiche Wickets in kurzer Zeit verloren. Joe Root erzielte 40 Runs, gefolgt von Ollie Pope mit 28 Runs, Jos Buttler mit 24 Runs und Dom Bess mit 25 Runs. Jedoch verloren sie beim Ausdehnen des Spiels in die letzte Session alle ihre Wickets, was Indien eine Vorgabe von 420 Runs setzte. Bester indischer Bowler war Ravichandran Ashwin mit 6 Wickets für 61 Runs. Indien verlor früh das Wicket von Rohit Sharma und beendete den Tag mit 39/1. Am fünften und letzten Tag konnte Shubman Gill mit 50 Runs ein Half-Century erzielen, wobei er teilweise durch Kapitän Virat Kohli begleitet wurde. Jedoch konnten die anderen Batman außer Kohli keinen weiteren bedeutenden Beitrag leisten und, als Kohli nach 72 Runs sein Wicket verlor, dauerte es nicht lang, bis Indien besiegt war. Beste Bowler für England waren Jack Leach mit 4 Wickets für 76 Runs und James Anderson mit 3 Wickets für 17 Runs. Als Spieler des Spiels wurde Joe Root ausgezeichnet.

### Zweiter Test in Chennai
| 13. – 16. Februar Scorecard | Chennai | Indien 329 (95.5) & 286 (85.5) | – | England 134 (59.5) & 164 (54.2) |
|                             |         | Indien gewinnt mit 317 Runs    |   |                                 |

Indien gewann den Münzwurf und entschied sich als Schlagmannschaft zu beginnen. Von den indischen Eröffnungs-Schlagmännern konnte sich Rohit Sharma zunächst etablieren, während seine Partner jeweils früh ihre Wickets verloren. Erst mit Ajinkya Rahane fand er eine Partnership über 162 Runs. Beide schieden innerhalb kurzer Zeit aus, Sharma erzielte ein Century über 161 Runs aus 231 Bällen und Rahane 67 Runs. Nach ihnen folgte Rishabh Pant, der jedoch keinen langanhaltenden Partner finden sollte. Der Tag endete beim Stand von 300/6. Am zweiten Tag verlor Indien schnell seine verbliebenen Wickets und Pant beendete das Innings mit ungeschlagenen 58* Runs. Beste Bowler für England waren Moeen Ali mit 4 Wickets für 128 Runs und Olly Stone mit 3 Wickets für 47 Runs. England hatte in seinem Innings große Probleme sich am Schlag zu etablieren. Eröffnungs-Schlagmann Dom Sibley verlor sein Wicket nach 16 Runs, Ben Stokes 18 Runs und Ollie Pope 22 Runs. Einzig Ben Foakes konnte zum Ende des Innings sich länger am Schlag halten und erzielte ungeschlagene 42* Runs. Bester Bowler für Indien war Ravichandran Ashwin mit 5 Wickets für 43 Runs. Indien verlor bis zum Ende des Tages noch ein Wicket und erzielte einen Stand von 54/1. Am dritten Tag war es Kapitän Virat Kohli, der sich zunächst etablieren konnte und nach Verlust zahlreicher Wickets durch Ravichandran Ashwin begleitet wurde. Kohli schied nach 62 Runs aus, während Ashwin ein Century über 106 Runs in 148 Bällen ein Century erzielte. Mit seinem Verlust des Wickets endete das Innings und gab England eine Vorgabe von 482 Runs. Beste Bowler für England waren Moeen Ali mit 4 Wickets für 98 Runs und Jack Leach mit 4 Wickets für 100 Runs. England verlor bis zum Ende des Tages 3 Wickets und beendete den Tag mit dem Stand von 53/3. Am vierten Tag erzielte Kapitän Joe Root 33 Runs und wurde gefolgt von Moeen Ali mit 43 Runs, der das letzte Wicket des Spiels verlor und England mit einem Rückstand von 317 Runs zur Niederlage führte. Bester Bowler für Indien war Axar Patel mit 5 Wickets für 60 Runs. Als Spieler des Spiels wurde Ravichandran Ashwin ausgezeichnet.

### Dritter Test in Ahmedabad
| 24. – 25. Februar Scorecard | Ahmedabad | England 112 (48.4) & 81 (30.4) | – | Indien 145 (53.2) & 49-0 (7.4) |
|                             |           | Indien gewinnt mit 10 Wickets  |   |                                |

Dies war ein Tag-/Nacht Test. England gewann den Münzwurf und entschied sich als Schlagmannschaft zu beginnen. England verlor früh zwei Wickets und von den Eröffnungs-Schlagmännern konnte sich nur Zak Crawley etablieren. Erst Kapitän konnte ihn Joe Root für kurze zeit begleiten und verlor sein Wicket nach 17 Runs. Kurz darauf verlor auch Crawley sein Wicket nach einem Half-Century über 53 Runs. Als nächster Batsman konnte sich Ben Foakes für längere zeit halten, fand aber nur mit Jofra Archer einen partner der mit 11 Runs mehr als 10 Runs erzielte. Als Foakes sein Wicket nach 11 Runs verlor, war das Innings für England beendet. Bester Bowler der indischen Mannschaft war Axar Patel mit 6 Wickets für 38 Runs. Für Indien konnte sich Rohit Sharma von den Schlagmännern etablieren. Shubman Gill verlor nach 11 Runs sein Wicket. Der Hineinkommende Kapitän Virat Kohli schied nach 27 Runs aus und der tag endete für Indien mit dem Verlust von 3 Wickets beim Stand von 99/3. Der zweite Tag begann mit schnellen Verlusten von mehreren Wickets. Sharma erzielte ein Half-Century, als er mit 66 Runs ausschied. Von den verbliebenen Batsman konnten nur Ravichandran Ashwin mit 17 Runs und Ishant Sharma mit 10 Runs noch nennenswert Runs beitragen. Nachdem Indien einen Vorsprung von 33 Runs erzielt hatte verloren sie ihr letztes Wicket. Beste Bowler der englischen Mannschaft waren Joe Root, der mit 5 Wickets für 8 Runs sein erstes Five-for erzielte und Jack Leach mit 4 Wickets für 54 Runs. In der zweiten Session des Tages verlor England im ersten Over zwei Wickets. Joe Root and Ben Stokes konnten sich dann am längsten halten, verloren aber mit 19 bzw. 25 Runs schnell früh ihre Wickets. Ollie Pope fügte noch einmal 12 Runs hinzu, alle verbliebenen Schlagmänner konnten keine 10 Runs erzielen. Nach 81 Runs verloren sie noch in der gleichen Session wie sie gestartet waren all ihre Wickets. Indien hatte somit eine Vorgabe von 49 Runs aufzuholen. Beste indische Bowler waren Axar Patel mit 5 Wickets für 32 Runs und Ravichandran Ashwin mit 4 Wickets für 48 Runs, der in dem Spiel sein 400. Wicket erzielte. Indien konnte mit seinen Eröffnungs-Schlagmännern Rohit Sharma (25* Runs) und Shubman Gill (15* Runs) im achten Over die Vorgabe einholen und das Spiel in zwei Tagen gewinnen. Es war das kürzeste beendete Test-Match seit 1935. Als Spieler des Spiels wurde Axar Patel ausgezeichnet.

### Vierter Test in Ahmedabad
| 4. – 6. März Scorecard | Ahmedabad | England 205 (75.5) & 135 (54.5)              | – | Indien 365 (114.4) |
|                        |           | Indien gewinnt mit einem Innings und 25 Runs |   |                    |

England gewann den Münzwurf und entschied sich als Schlagmannschaft zu beginnen. Nachdem die englischen Eröffnungs-Batsmen nur wenig beitragen konnten, konnte Jonny Bairstow 28 Runs erzielen. Er hatte sich zusammen mit Ben Stokes, der ein Half-Century über 55 Runs erzielte, halten können. Gefolgt wurde Bairstow von Ollie Pope, der 29 Runs erzielte und ein Partnership mit Dan Lawrence etablierte, der 46 Runs erzielte. Als dessen Wicket fiel, konnten die Tail-Enders nicht mehr viel zum Ergebnis beitragen und das Innings endete nach 205 Runs. Beste Bowler der indischen Mannschaft waren Axar Patel mit 4 Wickets für 68 Runs und Ravichandran Ashwin mit 3 Wickets für 47 Runs. Indien verlor früh ein Wicket, bevor der Tag beim Stand von 24/1 endete. Am zweiten Tag hatte Indien zunächst selbst Probleme. Eröffnungs-Batsman Rohit Sharma konnte zunächst 49 Runs erzielen und auch Ajinkya Rahane erzielte 27 Runs, bevor sich Rishabh Pant etablieren konnte. Dieser erhöhte die Run Rate deutlich und fand bald mit Washington Sundar zu einem Partnership, dass 113 Runs erbringen sollte. Pant verlor nach seinem Century über 101 Runs in 118 Bällen sein Wicket und wurde durch Axar Patel ersetzt. Der Tag endete beim Stand von 294/7. Am dritten Tag vervollständigten Sundar und Patel ihr Partnership über 106 Runs, als Patel nach 43 Runs sein Wicket verlor. Die verbliebenen Batsman konnten nichts mehr beitragen und Sundar beendete das Innings mit ungeschlagenen 96* Runs und einem Vorsprung von 160 Runs. Beste Bowler waren Ben Stokes mit 4 Wickets für 89 Runs und James Anderson mit 3 Wickets für 44 Runs. England verlor zügig mehrere Wickets. Erst Kapitän Joe Root konnte sich länger am Schlag halten und erzielte 30 Runs. Ihm folgte Dan Lawrence, der ein Half-Century über 50 Runs erzielte. An seiner Seite verloren die Tail-Enders jedoch regelmäßige Wickets und so war die Innings-Niederlage und damit auch die Serien-Niederlage für England nach dem Verlust von Lawrence's Wicket Realität. Damit qualifizierte sich Indien für das Finale der ICC World Test Championship. Beste Bowler für Indien waren Ravichandran Ashwin mit 5 Wickets für 47 Runs und Axar Patel mit 5 Wickets für 48 Runs. Als Spieler des Spiels wurde Rishabh Pant ausgezeichnet.

## Twenty20 Internationals

### Erstes Twenty20 in Ahmedabad
| 12. März Scorecard | Ahmedabad | Indien 124-7 (20)             | – | England 130-2 (15.3) |
|                    |           | England gewinnt mit 8 Wickets |   |                      |

England gewann den Münzwurf und entschied sich als Feldmannschaft zu beginnen. Indien verlor früh drei Wickets, bevor Rishabh Pant 21 Runs erzielen konnte, wobei er teils an der Seite von Shreyas Iyer spielte, der sich etablieren konnte. Nachdem Pant sein Wicket verloren hatte, kam Hardik Pandya ins Spiel, der 19 Runs erzielen konnte. Iyer verblieb bis zum letzten Over und konnte mit 67 Runs ein Half-Century erzielen. Bester Bowler für England war Jofra Archer mit 3 Wickets für 23 Runs. Für England konnten sich die beiden Eröffnungs-Schlagmänner Jason Roy und Jos Buttler etablieren. Buttler verlor nach 28 Runs sein Wicket und wurde durch Dawid Malan ersetzt. Roy konnte 49 Runs erzielen und wurde durch Jonny Bairstow gefolgt. Malan und Bairstow konnten mit 24* bzw. 26* Runs die Vorgabe des indischen Teams im 16. Over einholen. Als Spieler des Spiels wurde Jofra Archer ausgezeichnet.

### Zweites Twenty20 in Ahmedabad
| 14. März Scorecard | Ahmedabad | England 164-6 (20)           | – | Indien 166-3 (17.5) |
|                    |           | Indien gewinnt mit 7 Wickets |   |                     |

Indien gewann den Münzwurf und entschied sich als Feldmannschaft zu beginnen. Als Spieler des Spiels wurde Ishan Kishan ausgezeichnet.

### Drittes Twenty20 in Ahmedabad
| 16. März Scorecard | Ahmedabad | Indien 156-6 (20)             | – | England 158-2 (18.2) |
|                    |           | England gewinnt mit 8 Wickets |   |                      |

England gewann den Münzwurf und entschied sich als Feldmannschaft zu beginnen. Als Spieler des Spiels wurde Jos Buttler ausgezeichnet.

### Viertes Twenty20 in Ahmedabad
| 18. März Scorecard | Ahmedabad | Indien 185-8 (20)         | – | England 177-8 (20) |
|                    |           | Indien gewinnt mit 8 Runs |   |                    |

England gewann den Münzwurf und entschied sich als Feldmannschaft zu beginnen. Als Spieler des Spiels wurde Suryakumar Yadav ausgezeichnet.

### Fünftes Twenty20 in Ahmedabad
| 20. März Scorecard | Ahmedabad | Indien 224-2 (20)          | – | England 188-8 (20) |
|                    |           | Indien gewinnt mit 36 Runs |   |                    |

England gewann den Münzwurf und entschied sich als Feldmannschaft zu beginnen. Als Spieler des Spiels wurde Bhuvneshwar Kumar ausgezeichnet.

## One-Day Internationals

### Erstes ODI in Pune
| 23. März Scorecard | Pune | Indien 317-5 (50)          | – | England 251 (42.1) |
|                    |      | Indien gewinnt mit 66 Runs |   |                    |

England gewann den Münzwurf und entschied sich als Feldmannschaft zu beginnen. Als Spieler des Spiels wurde Shikhar Dhawan ausgezeichnet.

### Zweites ODI in Pune
| 26. März Scorecard | Pune | Indien 336-6 (50)             | – | England 337-4 (43.3) |
|                    |      | England gewinnt mit 6 Wickets |   |                      |

England gewann den Münzwurf und entschied sich als Feldmannschaft zu beginnen. Als Spieler des Spiels wurde Jonny Bairstow ausgezeichnet.

### Drittes ODI in Pune
| 28. März Scorecard | Pune | Indien 329 (48.2)         | – | England 322-5 (50) |
|                    |      | Indien gewinnt mit 7 Runs |   |                    |

England gewann den Münzwurf und entschied sich als Feldmannschaft zu beginnen. Als Spieler des Spiels wurde Sam Curran ausgezeichnet.

## Statistiken
Die folgenden Cricketstatistiken wurden bei dieser Tour erzielt.

### Tests
| Tests               | Tests      | Tests   | Tests   | Tests   | Tests   | Tests   | Tests   | Tests   |
| Batting             | Batting    | Batting | Batting | Batting | Batting | Batting | Batting | Batting |
| Spieler             | Mannschaft | Spiele  | Innings | Runs    | Average | HS      | 100s    | 50s     |
| ------------------- | ---------- | ------- | ------- | ------- | ------- | ------- | ------- | ------- |
| Joe Root            | England    | 4       | 8       | 368     | 46,00   | 218     | 1       | 0       |
| Rohit Sharma        | Indien     | 4       | 7       | 345     | 57,50   | 161     | 1       | 1       |
| Rishabh Pant        | Indien     | 4       | 6       | 270     | 54,00   | 101     | 1       | 2       |
| Ben Stokes          | England    | 4       | 8       | 203     | 25,37   | 82      | 0       | 2       |
| Ravichandran Ashwin | Indien     | 4       | 6       | 189     | 31,50   | 106     | 1       | 0       |
| Bowling             |            |         |         |         |         |         |         |         |
| Spieler             | Mannschaft | Spiele  | Overs   | Wickets | Average | BBI     | 5W      | 10W     |
| Ravichandran Ashwin | Indien     | 8       | 188.1   | 32      | 14,71   | 6/61    | 3       | 0       |
| Axar Patel          | Indien     | 6       | 127.4   | 27      | 10,59   | 6/38    | 4       | 1       |
| Jack Leach          | England    | 7       | 161.0   | 26      | 28,72   | 4/54    | 0       | 0       |
| James Anderson      | England    | 4       | 65.5    | 8       | 15,87   | 3/17    | 0       | 0       |
| Moeen Ali           | England    | 2       | 61.0    | 8       | 28,25   | 4/98    | 0       | 0       |

## Auszeichnungen

### Player of the Series
Als Player of the Series wurden der folgende Spieler ausgezeichnet.
| Serie    | Player of the Series |
| -------- | -------------------- |
| Test     | Ravichandran Ashwin  |
| ODI      | Jonny Bairstow       |
| Twenty20 | Virat Kohli          |

### Player of the Match
Als Player of the Match wurden die folgenden Spieler ausgezeichnet.
| Spiel       | Player of the Match |
| ----------- | ------------------- |
| 1. Test     | Joe Root            |
| 2. Test     | Ravichandran Ashwin |
| 3. Test     | Axar Patel          |
| 4. Test     | Rishabh Pant        |
| 1. ODI      | Shikhar Dhawan      |
| 2. ODI      | Jonny Bairstow      |
| 3. ODI      | Sam Curran          |
| 1. Twenty20 | Jofra Archer        |
| 2. Twenty20 | Ishan Kishan        |
| 3. Twenty20 | Jos Buttler         |
| 4. Twenty20 | Suryakumar Yadav    |
| 5. Twenty20 | Bhuvneshwar Kumar   |